# Duccio Canestrini
Duccio Canestrini (Rovereto, 1º aprile 1956) è un antropologo, giornalista e scrittore italiano.
È autore di numerosi articoli per riviste, di libri e testi per la televisione, la radio e il teatro. Conosciuto per aver introdotto, nell'ambito dell'antropologia del turismo, il concetto di Homo turisticus e di aver ideato le conferenze-spettacolo allo scopo di divulgare e raccontare l'antropologia al grande pubblico, si occupa delle dinamiche del rapporto tra uomo e ambiente, di simbolismo del corpo umano, di turismo responsabile e dello studio dei processi legati all'incontro interculturale. 
Duccio Canestrini ha scritto Antropop (Bollati Boringhieri, 2014), manifesto di un’antropologia che aspira a essere «pop» tanto nello stile, spigliato e divulgativo, quanto negli oggetti di studio: fumetti, serie tv, star musicali, gadget tecnologici, mode vestiarie.

## Biografia
Nasce a Rovereto (Trento), figlio di Sandro Canestrini, si laurea a pieni voti in Antropologia culturale presso il dipartimento di studi etnoantropologici della Facoltà di Filosofia dell'Università di Siena, nel 1982.
In seguito svolge ricerca sul campo in India sotto la guida del prof. Paul Bouissac, della Victoria University di Toronto (Canada), sulle tecniche del corpo degli acrobati del circo indiano che derivano da atti rituali e religiosi con particolare riguardo all'identità di casta degli artisti.
Dal 1985 al 1995 è prima redattore, poi inviato del mensile di viaggi e geografia Airone, di Milano. Comincia così a viaggiare frequentemente, toccando diversi paesi di Europa, Africa, Asia, Oceania e America meridionale. Nel 1987 diventa giornalista professionista.
In seguito insegna Antropologia del turismo all'Università di Trento, nel corso di Antropologia culturale presso la Facoltà di Sociologia, e conduce molti seminari di antropologia culturale e di antropologia del viaggio e del turismo nell'ambito di diversi master tra cui Economia e Gestione del Turismo dell'Università Ca' Foscari Venezia, Mediazione Culturale e Gestione dei Sistemi Turistici dell'Università di Bergamo, Manager dell'Innovazione e dello Sviluppo della Provincia di Trento.
Tra il 1995 e il 1996 dirige le riprese  di cinque filmati documentari della serie televisiva A New World sul rapporto tra uomo e ambiente, per  il programma Geo di Raitre, muovendosi tra Brasile, Etiopia e Belize.
I documentari hanno avuto diversi riconoscimenti: premio Speciale Rotary Antonio Pascatti al 44º e al 45º Film Festival Internazionale della Montagna e dell'Esplorazione di Trento (edizioni 1996 e 1997), Premio Solidarietà delle Casse Rurali operanti sulla città di Trento al 44º Film Festival Internazionale della Montagna e dell'Esplorazione di Trento (edizione 1996), segnalazione speciale del Presidente della Giuria al Premio Internazionale di studi Etnoantropologici G. Pitrè-S. Salomone Marino Città di Palermo (edizione 1996), Prix Leonardo al Film Festival del Documentario Scientifico di Parma per la migliore produzione italiana (1997).
In questo periodo inizia a scrivere libri divulgativi che ruotano attorno al concetto di Homo turisticus e concentra la sua attenzione nella divulgazione al grande pubblico, ideando le conferenze-spettacolo.
Nel 1999 comincia a occuparsi dell'antropologia della vita quotidiana in Trentino-Alto Adige: per tre anni scrive per il portale Trentino Cultura, sottosezione antropologica del sito web del Servizio Attività Culturali della Provincia autonoma di Trento, con particolare riguardo alle tematiche dell'immigrazione e della società multiculturale.
Sempre nel 2000 presenta il saggio Perché i Boscimani sono stupidi? al Convegno internazionale Giovanni Canestrini zoologo e darwinista tenutosi tra Padova, Venezia e Trento, in febbraio. In questa occasione si confronta virtualmente con un suo celebre antenato, Giovanni Canestrini, che contribuì non poco a diffondere la teoria darwiniana in Italia con le traduzioni delle opere di Charles Darwin.
Dal 2003 comincia un'intensa attività di docenza: all'Università di Trento insegna Antropologia nell'ambito del Master of Tourism Management della Trento School of Management (dove è anche capoarea per l'antropologia) e Antropologia e Cinema nel corso di laurea in Scienze del Turismo del Campus di Lucca.
Nello stesso anno riprende gli studi di antropologia del corpo, iniziati a suo tempo in sede di tesi di laureae dal 2004 intensifica la sua attività divulgativa con le conferenze-spettacolo e la pubblicazione di articoli su diverse riviste.
Attualmente Duccio Canestrini insegna Antropologia e Cinema nell'ambito del corso di laurea in Scienze del Turismo presso il Campus Universitario di Lucca ed è proboviro dell'Associazione Italiana Turismo Responsabile (Milano).
È membro dell'Associazione Italiana per le Scienze Etnoantropologiche (AISEA, Roma) e dell'International Scientific Council for Island Development (Insula/Unesco, Parigi).

## Le conferenze-spettacolo
Duccio Canestrini conduce da anni una costante attività di divulgazione antropologica, servendosi di diversi media. L'idea che lo guida è la necessità di portare l'antropologia fuori dalle università, a contatto con la gente, senza usare termini da accademia, ma uno stile espositivo comprensibile a tutti e nel contempo rigoroso dal punto di vista scientifico.
Le conferenze-spettacolo rappresentano lo strumento principale di questa su attività. Gli argomenti sono diversi. Dal viaggio al rapporto con sé stessi e con gli altri, dalla storia dell'antropologia alla comprensione dei riti della quotidianità, per fare alcuni esempi. Nessuna conferenza è mai uguale alle precedenti, poiché Canestrini ne aggiorna costantemente i contenuti e cerca continuamente nuove vie di esplorazione tematica.
Le conferenze-spettacolo si muovono tra il divertimento e il ragionamento, tra l'ironia e la riflessione, accompagnando il pubblico alla scoperta del tema prescelto attraverso immagini, filmati, suoni, racconti aneddotici e battute a volte graffianti, e non di rado grazie alle voci di attori dal vivo.
Si tratta di eventi che vengono organizzati nelle piazze o in aule attrezzate, in teatri o in auditorium. Appuntamenti che, per la loro natura mediatica, richiedono un'adeguata attrezzatura audio e video.

## Homo turisticus
Homo turisticus è la definizione ideata da Duccio Canestrini per descrivere la persona che va in vacanza. Una persona da studiare e catalogare con arguzia e ironia, raccontandone i riti quotidiani e i miti culturali. Il fascino dell'esotico, la ricerca del souvenir, l'idea stessa di ferie o vacanza sono al centro dell'analisi dell'antropologo. 
In sostanza, tutti siamo homines turistici, non solo chi ama definirsi viaggiatore.
L'espressione Homo turisticus appare per la prima volta nel 1993, nel saggio omonimo per i tipi di Studio Andromeda/Glénat (Milano), in cui vengono raccolte vignette satiriche nate da una sua idea, per quanto già negli anni ottanta avesse cominciato a delineare i tratti di questa tipologia umana. Duccio Canestrini propone l'idea e scrive l'introduzione al testo.
A tal proposito, Canestrini racconta che, durante un viaggio a carattere etnografico per il mensile Airone, di cui era inviato negli anni ottanta, a Canaima (Venezuela), assistette a una scena particolare. Stava conversando con un indio quando vide comparire un pulmino di turisti. L'indio corse nella sua capanna, si tolse i jeans e si mise un perizoma, per poi farsi fotografare dalla comitiva. Quando i turisti se ne andarono, si rimise i jeans senza battere ciglio, chiedendo all'antropologo: «Cosa stavamo dicendo?». Duccio Canestrini capì allora che la tribù da studiare erano i turisti e i loro riti quotidiani.
Lo sfondo su cui si muove l'Homo turisticus è il viaggio, cioè un momento in cui avviene l'incontro di persone e di culture. In questo contesto, uno dei libri di maggior successo dell'antropologo, Non Sparate Sul turista, è dedicato al tema della sicurezza del turista stesso. Dopo l'11 settembre 2001 la paura del terrorismo ha acuito il senso d'insicurezza generale, dando luogo a un turismo sempre più protetto, a volte militarizzato.
Canestrini, alla fine del testo, ricorda che è necessario scegliere tra un turismo chiuso e militarizzato, e un turismo aperto e “permeabile”, in cui si interagisce con la popolazione locale. Una riflessione che si intreccia al concetto di turismo responsabile e sostenibile, attento all'ambiente, alle persone e alle culture locali.

## Opere

### Saggi
- La salamandra, Rizzoli, 1985
- Una penna tra i tamburi, Giorgio Mondadori, 1993
- Turistario, Baldini&Castoldi, 1993
- Lo spirito della quercia, Baldini&Castoldi, 2000
- Trofei di viaggio, Bollati Boringhieri, 2001
- Andare a quel paese. Vademecum del turista responsabile, Feltrinelli, 2003
- Non sparate sul turista, Bollati Boringhieri, 2004
- I misteri del monte di Venere, Rizzoli, 2010
- Antropop. La tribù globale, Bollati Boringhieri, 2014

### Libri di narrativa
- Il supplizio dei tritoni, Baldini&Castoldi, 1994
- Turpi Tropici, Zelig, 1997

### Altre pubblicazioni
- Identità etnica e difesa dei particolarismi, "Grande Atlante d'Europa De Agostini", 1992
- Zigzag. Culture e pratiche di ecoturismo, a cura di Michela Bianchi e Duccio Canestrini, MC Editrice, 2005
- Le bestie del tempo, di Angel J. Cappelletti, a cura di Duccio Canestrini, traduzione di Giuseppe Mascotti, Osiride, 1999

### Opere teatrali
- Skilift di Duccio Canestrini e Giovanni Battaglia, 1997
- Viaggiarsi addosso, di Duccio Canestrini, 1999
- Pezziduomo, di Duccio Canestrini e Giovanni Battaglia, 2008

### Documentari
- I coralli della discordia, 1995
- La foresta del giaguaro, 1995
- Mamma foresta e i bambini di strada, 1996
- I semi della sopravvivenza, 1996
- Una strana condotta, 1996
- Genius loci. Lo spirito del luogo in Alto Adige, 2010

### Mostre
- Freaks. Scienza e devianza, 1997
- Homo turisticus, 1999
- Strani Lontani Disumani, 1999
- Souvenir d'Italie, 2001
- Maskio - la natura dell'uomo, 2007